# Friedrich Zschokke
Friedrich Zschokke (Aarau, 27 maggio 1860 – Basilea, 10 gennaio 1936) è stato uno zoologo svizzero, docente presso l'Università di Basilea, dove condusse ricerche di idrobiologia, parassitologia e zoogeografia.
A renderlo noto furono inoltre le sue spedizioni scientifiche (l'esploratore e premio Nobel Fridtjof Nansen fu suo amico).
Il suo allievo più celebre fu Adolf Portmann.